# Jasen (Prozor-Rama, BiH)
Jasen je bivše naselje s područja današnje općine Prozora-Rame, Federacija BiH, BiH.

## Povijest
Prilikom izgradnje HE Rame i stvaranja Ramskog jezera naselje je potopljeno, a stanovništvo raseljeno.